# BMW iX
BMW iX је луксузни кросовер више класе који производи немачка фабрика аутомобила BMW од 2021. године.

## Историјат
Прва три возила су произведена и представљена у Динголфингу крајем новембра 2020. године, што је било веома рано у поређењу са почетком серијске производње у четвртом кварталу 2021. године. Одговарајућа студија Vision iNext је већ приказана на сајму аутомобила у Лос Анђелесу у новембру 2018. године.
Модули батерија се производе у фабрици BMW-а у Лајпцигу од маја 2021. године, серијска производња целог возила одвија се у Динголфингу од јула 2021. године. На Сајму потрошачке електронике у јануару 2022. BMW М је представио спортскију верзију М60. Њихово лансирање на тржиште било је у јуну 2022. године.